# Andrea Rossi (pallavolista 1989)
Andrea Rossi (Bibbiena, 14 febbraio 1989) è un pallavolista italiano, centrale dell'Emma Villas.

## Carriera
La carriera di Andrea Rossi inizia nella stagione 2007-08 quando fa il suo esordio nella pallavolo professionista con il club del Piemonte Volley di Cuneo, militante in Serie A1, dove resta per due annate. Nella stagione 2009-10 viene ceduto in prestito al Top Team Volley Mantova, in Serie A2, mentre nella stagione successiva torna nuovamente alla squadra piemontese, dove resta fino al mese di dicembre 2010 per essere poi ceduto nuovamente in prestito alla Pallavolo Città di Castello, sempre in serie cadetta.
Nella stagione 2011-12 ritorna nel club cuneese, mentre nell'annata successiva milita di nuovo nel squadra di Città di Castello, nel frattempo promosso in massima divisione. Nella stagione 2014-15 viene ingaggiato dalla Top Volley di Latina, in Superlega, con cui disputa sette annate.
Nell'annata 2021-22 si accasa all'Emma Villas, in Serie A2, per poi fare ritorno alla Top Volley per l'annata successiva, in Superlega. Per il campionato 2023-24 è ancora nella massima divisione italiana, questa volta al Cisterna.
Nella stagione 2024-25 è nuovamente all'Emma Villas, in serie cadetta.